# Wolfgang Hocquél
Wolfgang Hocquél (* 25. September 1947 in Osterfeld) ist ein deutscher Bauingenieur, Denkmalpfleger und Kunstwissenschaftler.

## Leben und Wirken
Wolfgang Hocquél studierte von 1968 bis 1972 an der Hochschule für Bauwesen Leipzig und schloss das Studium als Diplom-Ingenieur der Fachrichtung Technologie der Bauproduktion ab. Danach arbeitete er beim Hauptauftraggeber Wohnungs- und Gesellschaftsbau Leipzig in der Abteilung Stadtzentrum. 1977 gehörte er zu den Begründern der Stadtorganisation der Gesellschaft für Denkmalpflege im Kulturbund der DDR. Seit 1979 ist Hocquél in der Leipziger Denkmalpflege tätig, zuerst in der Abteilung Kultur beim Rat der Stadt Leipzig, ab 1984 als Bezirksdenkmalpfleger in der Abteilung Kultur des Rates des Bezirks Leipzig und von 1989 bis 1990 als Direktor des Büros für architekturbezogene Kunst und Denkmalpflege des Bezirks Leipzig.
Nach der politischen Wende initiierte er mit Gleichgesinnten die 1. Leipziger Volksbaukonferenz, die am 6. und 7. Januar 1990 auf dem Agra-Gelände in Markkleeberg stattfand und an der etwa 1.000 Bürger der Stadt teilnahmen. Dort wurden der Verfall der Stadt und die geplanten Flächenabrisse, vor allem im Stadtteil Connewitz, angeprangert. Viele Abrisse konnten gerade noch rechtzeitig verhindert werden. Ein Jahr später, am 1. Januar 1991, wurde Hocquél Leiter der Höheren Denkmalschutzbehörde für den Regierungsbezirk Leipzig. Zuletzt leitete er die Referate 52 (Stadtentwicklung, Städtebauförderung und Wohnungswesen) und 53 (Baulicher Denkmalschutz). Zum 1. Juli 2008 verließ Hocquél auf eigenen Wunsch das Regierungspräsidium. Seine Worte „In den Aufbaujahren bin ich gern in der Verwaltung tätig gewesen. Jetzt wird meine Qualifikation offenkundig nicht mehr benötigt.“ sind eine Kritik an der sächsischen Denkmalpflege, insbesondere an der sächsischen Kommunalreform, die die höhere Denkmalschutzbehörde quasi abschaffte. 
Von 2008 bis 2015 war er Geschäftsführer der Kulturstiftung Leipzig, deren Gründungsmitglied er im Jahr 1990 war. Hocquél ist Mitglied des Vorstandes der Kulturstiftung Leipzig, die vor allem auf dem Gebiet der Baukultur tätig ist. 1982 gehörte er zu den Mitbegründern der Kulturzeitschrift Leipziger Blätter, die auf Initiative des Leipziger Schriftstellers Helmut Richter entstand. Hocquél war 1992 maßgeblich an der Gründung des Zentrums für handwerkliche Denkmalpflege Schloss Trebsen (es stellte 2018 seine Arbeit ein) und an der Denkmalmesse in Leipzig beteiligt, die seit 1994 alle zwei Jahre stattfindet. Seit 2015 ist Hocquél als freier Gutachter und Autor tätig.
Die Universität Leipzig promovierte Wolfgang Hocquél 1987 im Fach Kunstwissenschaft mit dem Thema Leipziger Kaufmannshöfe, Messehäuser und Passagen. Er veröffentlichte viele Schriften zur Leipziger Denkmalpflege und Baugeschichte.
Wolfgang Hocquél war 1995 Preisträger des von der Bild-Zeitung Leipzig verliehenen Osgar. Er ist Vater von zwei Kindern, die aus einer Ehe mit Sabine Schneider stammen.

## Schriften
- Architekturführer Leipzig. Architektur von der Romanik bis zur Gegenwart. Passage-Verlag, Leipzig 2023, ISBN 978-3-95415-128-8.
- (zusammen mit Richard Hüttel): Der Traum von einer schönen Stadt. Leipziger Stadtplanung und Architektur im Kaiserreich. Verlag Faber & Faber, Leipzig 2020, ISBN 978-3-86730-181-7.
- ART DÉCO. Architektur und Kunst der Goldenen Zwanziger Jahre in Leipzig. Passage-Verlag, Leipzig 2019, ISBN 978-3-95415-082-3.
- Demokratie Wagen, Kultur stiften. Chronik der Kulturstiftung Leipzig. Herausgegeben von der Kulturstiftung Leipzig. Passage-Verlag, Leipzig 2017.
- Architektur der Region Leipzig. Die Landkreise Nordsachsen und Leipzig. Passage-Verlag, Leipzig 2016, ISBN 978-3-95415-023-6.
- Historismus und Jugendstil 1871–1918. Architekturstadtplan Leipzig. Passage-Verlag, Leipzig 2010, ISBN 978-3-938543-79-5.
- Wilhelm Haller. Ein Leipziger Architekt in Tel Aviv. – Wilhelm Ze’ev Haller. Modern architecture between Leipzig and Tel Aviv. Herausgegeben von der Kulturstiftung Leipzig. Passage-Verlag, Leipzig 2009.
- (zusammen mit Annette Menting): … bauen mit Steinen, die man hat. Der Leipziger Architekt Winfried Sziegoleit. Kulturstiftung Leipzig, Leipzig 2008. (weitere Auflage Passage-Verlag, Leipzig 2022, ISBN 978-3-95415-131-8)
- (zusammen mit Jill L. Muessig): Art déco in Leipzig. Schnell & Steiner, Regensburg 2007, ISBN 978-3-795418-52-6.
- Die Leipziger Passagen. Architektur von europäischem Rang. Sax-Verlag, Beucha 2007, ISBN 978-3-930076-90-1.
- Archäologie und Architektur. Das frühe Leipzig. (Hrsg. von der Kulturstiftung Leipzig) Sax-Verlag, Beucha 2003, ISBN 3-934544-49-5.
- Leipzig. Architektur von der Romanik bis zur Gegenwart. Passage-Verlag, Leipzig 2001, ISBN 3-932900-54-5. (weitere Auflagen 2004 und 2010)
- (zusammen mit Peter Franke): Leipzig. Stadtansichten. Schlüter, Hannover / Leipzig 1998, ISBN 3-87706-796-4.
- (zusammen mit Peter Franke): Glanzlichter Leipziger Baukunst. Schlüter, Hannover / Leipzig 1997, ISBN 3-87706-794-8.
- Architektur für den Handel. Kaufhäuser, Einkaufszentren, Galerien, Geschichte und gegenwärtige Tendenzen. Birkhäuser, Basel et al. 1996, ISBN 3-7643-5268-X.
- Die Architektur der Leipziger Messe. Kaufmannshof, Messepalast, Passage, Messegelände. Verlag für Bauwesen, Berlin 1994, ISBN 3-345-00575-1.
- Leipzig. Baumeister und Bauten. Von der Romanik bis zur Gegenwart. Tourist-Verlag, Leipzig / Berlin 1990, ISBN 3-350-00333-8.
- Auf den Spuren von Martin Luther in Leipzig. (Hrsg. zur Martin-Luther-Ehrung 1983 der DDR) Kulturbund der DDR, Stadtleitung Leipzig, Leipzig 1983.
- Leipzig (= Kunstgeschichtliche Städtebücher.) Seemann, Leipzig 1983, ISBN 3-363-00343-9. (weitere Auflagen 1985 und 1990)